# Condover Hall

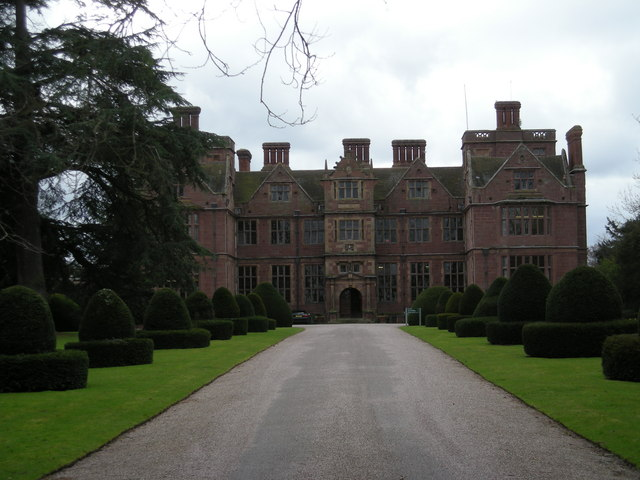
Condover Hall von der Einfahrt aus

Condover Hall ist ein Landhaus im elisabethanischen Stil in einem Landschaftsschutzgebiet außerhalb des Dorfes Condover in Shropshire, etwa 6,4 km südlich von Shrewsbury. Das dreistöckige Sandsteingebäude wurde von English Heritage als historisches Gebäude I. Grades gelistet.
In angelsächsischer Zeit war Condover Hall ein Herrenhaus. Bis zum 16. Jahrhundert war es mal Gutsbesitz der Krone und mal nicht. 1586 kaufte Thomas Owen, Parlamentsmitglied für und Stadtrichter von Shrewsbury, das Anwesen von der Familie Henry Vynars, einem Londoner Kaufmann, der 1585 verstorben war. Owen hatte das Anwesen seit 1578 gepachtet und befand sich mit seiner Familie in einem Rechtsstreit.
Seit 1946 war das Haus für über 60 Jahre ein Internat, anfangs im Eigentum des Royal National Institute of Blind People (RNIB) für blinde Kinder und später in privater Hand als Schule für autistische Kinder. Während im Internat Jungen untergebracht waren, wurde die Tagesschule für Jungen und Mädchen betrieben. Internat und Schule wurden 2009 geschlossen.

## Bau
Owen verstarb 1598, bevor der neue Rittersaal fertiggestellt war. Über den Baumeister gibt es unterschiedliche Meinungen: Aus den Papieren geht ein John Richmond aus Acton Reynald als ursprünglicher Architekt hervor, wobei 1591 Walter Hancock seinen Posten übernahm. Lawrence Shipway, der Baumeister der zweiten (nicht der heutigen) Shire Hall in Stafford scheint aber ebenfalls einen größeren Teil zu dem Gebäude beigetragen zu haben. Den zwingendsten Beweis findet man in dem Zeichnungen im Sir John Soane’s Museum, die zu beweisen scheinen, dass das Landhaus Anfang der 1590er-Jahre von einflussreichen elisabethanischen Baumeister John Thorpe entworfen wurde.
Condover Hall wurde aus rosafarbenen Sandstein aus dem nahegelegenen Steinbruch von Berriewood errichtet und besitzt im Erdgeschoss die typisch elisabethanischen, zwei Stockwerke hohen Räume, in die das Licht durch hohe Fenster mit ihren regelmäßigen Ajimez und doppelten Oberlichten fällt. Man findet edle offene Kamine, Giebel und ein gutes Beispiel für ein Beschlagwerkfries. Das Anwesen ist im formalen Stil des 17. Jahrhunderts angelegt, mit Eibenhecken und balustrierten Terrassen aus Sandstein, die mit Italianate-Terrakottavasen verziert sind. Am Cound Brook gibt es einen Sandsteinzwerg, der einen Fahnenmast hält.

## Spätere Jahre
Das Landhaus gehörte bis Ende der 1860er-Jahre der Familie Owen und fiel dann an die Familie Cholmondeley. Mary Cholmondeley (1859–1925) bewohnte 1896 für einige Monate, bevor sie nach London zog. Ihrem Onkel, Reginald Cholmondeley (1826–1896), gehörte das Haus, als er 1873 und 1879 Gastgeber des US-amerikanischen Schriftstellers Mark Twain war. 1897 wurden Haus und Anwesen von der Familie an den britischen Politiker und Geschäftsmann Edward Brocklehurst Fielden verkauft, der es 1926 weiterverkaufte.
Die lokale Legende hält sich, dass kein Erbe von Condover Hall jemals wirtschaftlichen Erfolg haben wird, da das Landhaus von einem Butler, der fälschlicherweise des Mordes angeklagt wurde, vom Galgen herunter verflucht wurde: "Um Himmels Willen, ich bin unschuldig, obwohl der Sohn meines Herren schwört, dass ich schuldig bin. Und da ich als unschuldiger Mann sterbe, sollen alle, die meinem ermordeten Herren nachfolgen, verflucht sein." Der Butler war auf Grund der Lügen des Sohnes von Knyvett, Lord of the Manor, verurteilt worden, der seinen eigenen Vater erstochen hatte. Als Knyvett die Treppen zum Keller hinunterstolperte, streckte er seine blutüberströmte Hand aus und hinterließ einen Abdruck an der Wand, der nicht mehr abgewaschen werden konnte. Der so markierte Stein musste schließlich abgeschliffen werden.

## Zweiter Weltkrieg
Von August 1942 bis Juni 1945 wurde das Landhaus als Offiziersmesse für den nahegelegenen RAF-Stützpunkt Condover genutzt.

## Internate
Im Jahr 1946 kaufte der RNIB das Landhaus von seinem damaligen Eigner William Abbey und betrieb darin die Condover Hall School for the Blind, ein Internat für Kinder zwischen fünf und achtzehn Jahren. Der RNIB ließ ein überdachtes, heizbares Schwimmbad für die Schüler einbauen. Knapp 40 Jahre später (2005) wurde das Landhaus an die Priory Group verkauft, die darin ein Internat für autistische Kinder und ein College für junge Leute mit Asperger-Syndrom betrieb. Die Einrichtung wurde 2006 eröffnet, aber bereits 2008 wieder geschlossen. Die Condover Horizon School schloss im Januar 2009 und das Farleigh College Condover am 23. Juli 2009.
Das Landhaus wurde in der Folge einer einige Millionen Pfund teuren Renovierung unterzogen und in ein gut ausgestattetes Sport- und Erholungszentrum umgewandelt. Die angebotenen Aktivitäten umfassen Bogenschießen, Abseilen in ein Laserlabyrinth und ein Tanzstudio. Die Betreiber der Einrichtung wollen damit die Bewohner zu sportlicher Betätigung anregen und bieten Möglichkeiten zum unkonventionellen Lernen. Es gibt sogar einen Buchstabierraum im Harry-Potter-Stil für kleinere Kinder. Hier sind Sportteams und Veranstaltungen zu Gast und nutzen Allwettersportplätze, eine Sporthallen und ein Hallenschwimmbad. Außerdem gibt es spezielles Netballtrainings- und -turnierwochenenden. Bis zu 500 Gäste können dort unterkommen. Die Zimmer und Sporteinrichtungen sind auf verschiedene, neu renovierte Gebäude auf dem gesamten Anwesen verteilt.

## Sonstiges
Im Jahr 1930 gab es die Hall-Class-4900-Dampflokomotive Nr. 4915 mit der Konfiguration 4-6-0 namens “Condover Hall”. Sie blieb bis 1965 im Liniendienst. In den 1980er-Jahren kam ein elektrisches Spielzeugmodell dieser Lokomotive von Hornby Toys heraus. Der Zug Hogwarts Express in den Harry-Potter-Filmen wird von einer Lokomotive der gleichen Klasse gezogen.